# Марко Живкович
Марко Живкович (серб. Марко Живковић, нар. 17 травня 1994, Смедерево) — сербський футболіст, захисник клубу «Партизан».
Виступав за юнацьку збірну Сербії.

## Клубна кар'єра
У дорослому футболі дебютував 2011 року виступами за команду «Телеоптик», в якій провів два сезони, взявши участь у 38 матчах чемпіонату. 
2013 року перейшов до «Партизана», у якому не зумів закріпитися, і за рік став гравцем «Воєводини», де також грав протягом року. 
Згодом з 2015 по 2016 рік грав за кордоном, спочатку у Литві за «Судуву», а згодом за словацький «ДАК 1904», після чого повернувся на батьківщину, де захищав кольори «Радничок» (Ниш) та «Вождоваця».
2021 року повернувся до «Партизана».

## Виступи за збірну
2012 року дебютував у складі юнацької збірної Сербії (U-19), загалом на юнацькому рівні взяв участь у 1 іграх.